# Abschnittsbefestigung Haimerlberg
Die Abschnittsbefestigung Haimerlberg ist eine abgegangene vor- und frühgeschichtliche Abschnittsbefestigung auf den Haimerlberg, der sich etwa 1450 m nordwestlich der Pfarrkirche Mariä Himmelfahrt der  niederbayerischen Gemeinde Marklkofen im Landkreis Dingolfing-Landau bzw. 250 m nordöstlich der Filialkirche St. Peter von Aiglkofen befindet. Er wird als Bodendenkmal unter der Aktennummer D-2-7441-0137 im Bayernatlas als „Siedlung und verebnete Abschnittsbefestigung vor- und frühgeschichtlicher, u. a. neolithischer (Altheimer Gruppe), sowie mittelalterlich-frühneuzeitlicher Zeitstellung“ geführt.

## Beschreibung
Die Anlage hat die Form eines unregelmäßigen Vierecks. Die gerade nördliche Seite ist ca. 200 m lang, die südwestliche Seite ca. 180 m, die südöstliche Seite folgt dem Gelände für 180 m, um dann für ein kurzes Stück (100 m) nach Norden abzubiegen.